# Айова
А́йова (англ. Iowa) — 29-й за рахунком, 26-й за площею і 30-й за населенням (3.1 млн осіб) штат США, розташований на середньому заході США; площа — 145,8 тис. км², населення — 3,1 млн мешканців; адміністративний центр Де-Мойн; ландшафт рівнинний. Штат називається на честь індіанського племені айова. Штат іноді називають продовольчою столицею світу.

## Географія, клімат та рельєф

### Розташування
Штат Айова розташований на Середньому заході США та відноситься до Північно Західних штатів. Айова знаходиться у межиріччі найбільших річок — Міссісіпі та Міссурі. Він межує зі штатами Міннесота, Південна Дакота, Небраска, Міссурі, Іллінойс і Вісконсин. Північна межа Айови проходить по лінії 43° 30' північної широти. Південна межа — річка Де-Мойн і лінія 40° 35' північної широти. Ці межі встановлені згідно з рішенням Верховного суду США у справі «Штат Міссурі проти штату Айова» 1849 року.
Айова охоплює 99 округів, але 100 окружних центрів, тому що округ Лі має два окружних центри.

### Рельєф
Незважаючи на те, що штат Айова розташований на території Внутрішніх рівнин США, для нього характерний горбистий рельєф з численними річковими долинами.
Найвища точка штату — Точка Соколині Очі (509 м), найнижча точка над рівнем моря — рівнина Кіокак, 146 м. Середня висота над рівнем моря — 335 метрів.

### Клімат
Континентальний клімат з великою кількістю опадів. Зими як правило снігові, середня температура у січні в районі столиці штату, міста Де-Мойн, коливається від -11 °C до -2 °C. Літо тепле та вологе, середня температура у липні від 19 °C до 30 °C.
Найвища температура на території штату Айова за весь період спостережень (48 °C) була зафіксована в 1934 році, а найнижча у 1996 році (-44 °C).
Опади випадають практично рівномірно на всій території штату, в основному це весняні та літні дощі.
Навесні та влітку Айова дуже часто піддається ударам стихій. В середньому за рік в штаті буває близько п'ятдесяти грозових днів. Штат періодично потерпає від повеней, бур та торнадо.

## Історія
До часу приходу європейців тут жили індіанські племена ілліной, айова, санті і янктонів, предки яких населяли ці землі понад 10 тис. років тому.

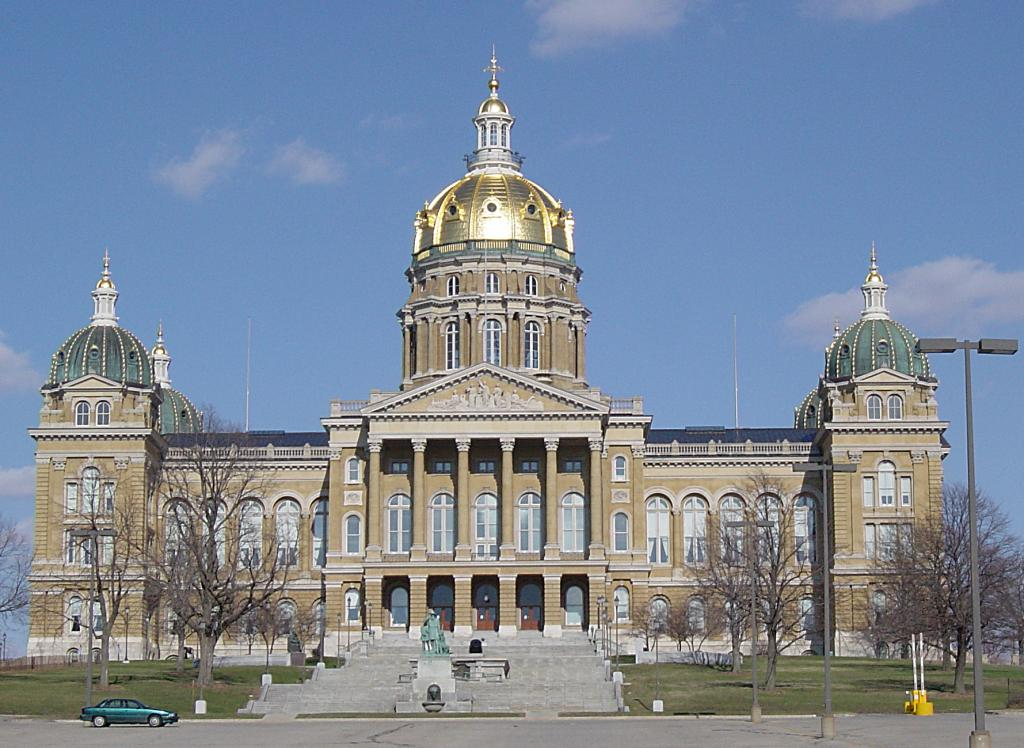
Капітолій штату Айова у місті Де-Мойн.

Хоча перша експедиція європейців Жака Маркетта (фр. Jacques Marquette) і Луї Жольє (фр. Louis Jolliet) побувала тут в 1673, постійне поселення було засноване лише в 1788 Жюльєном Дюбьюком.
У 1803 в результаті Луїзіанської купівлі територія майбутнього штату була придбана США, а рік потому через неї пройшла експедиція Люїса і Кларка. Опір індіанців заселенню Айови був зломлений колоністами після Війни Чорного Яструба 1832.
Перше офіційне поселення американських колоністів на захід від р. Міссісіпі з'явилося в 1833. Надалі викуп земель у індіанців в 30—40-ві роки XIX ст. відбувався доволі гладко, останнім кровопролиттям стала бійня на озері Спіріт в 1857. До 1838 Айова отримала статус території з центром в місті Айова-Сіті, статус штату — з 1846, коли Конгрес вирішив прийняти в Союз вільний штат разом з рабовласницькою Флоридою. У 1857 столиця штату була перенесена в місто Де-Мойн.
Багато перших поселенців були вихідцями зі штатів Огайо, Нью-Йорк, Пенсільванія, Індіана, Кентуккі, Вірджинія і вони зіграли вирішальну роль в розвитку зв'язків Айови з іншими штатами. З середини XIX ст. стрімко зростає населення — за десятиліття 1850—60 воно більш ніж потроїлося і досягло 675 тис. осіб. Почався період бурхливого розвитку залізниць і річкового транспорту. На початок Громадянської війни в штаті існували серйозні партійні розбіжності і розкол у питанні про рабство. Жителі штату брали участь у «підпільній залізниці» і рейдах Дж. Брауна, близько 80 тис. осіб взяли участь в бойових діях на стороні Півночі в ході Громадянської війни (більший відсоток населення, ніж у будь-якому іншому штаті Союзу).
На післявоєнний період припадає завершення інтенсивного заселення Айови та розвиток фермерства; штат став одним з головних оплотів руху грейнджерів. У процесі становлення США як індустріальної держави (1870—1920) Айова грала роль житниці країни, а на сході штату стала розвиватися промисловість.

## Населення

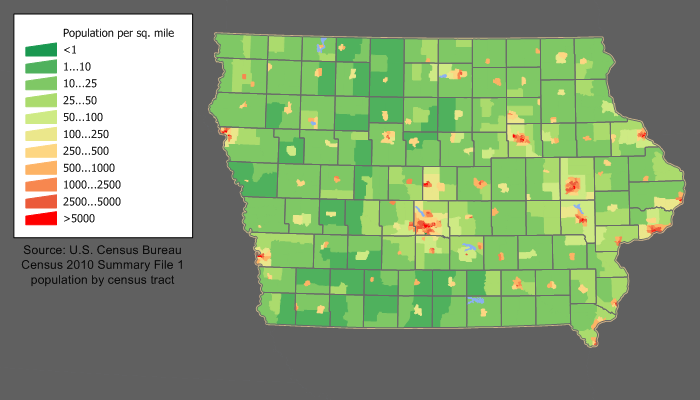
Мапа щільності населення

За оцінкою Бюро перепису населення США станом на 1 липня 2012 року чисельність населення штату становить 3 074 186 осіб (+0,9 % в порівнянні з даними перепису населення США 2010 року).
72,2 % населення народжені в штаті, 23,2 % — в інших штатах США, 0,5 % — в Пуерто-Рико або за кордоном від батьків — громадян США і 4,1 % — за кордоном.
Згідно з даними за 2007 рік, природний приріст населення становив 53 706 осіб (197 163 новонароджених і 143 457 померлих). Населення зросло також за рахунок імміграції з-за меж США на 29 386 осіб, але скоротилося на 41 140 осіб через міграцію за межі штату всередині США.
6,1 % населення Айови становлять діти у віці до 5 років, 22,6 % — до 18 років, 14,7 % — люди 65 років і старше, 49,2 % населення — чоловіки. Центром населеності Айови є місто Маршаллтаун.
Расовий склад
Згідно з переписом населення США 2010 91,3 % населення штату складають білі (не іспаномовні білі — 88,7 %), афроамериканці — 2,9 %, індіанці та корінні жителі Аляски — 0,4 %, азійці — 1,7 %, корінні жителі Гавайських островів та інших островів Тихого океану — 0,1 %, представники двох і більше рас — 1,8 %. 5,0 % населення становлять особи іспанської або латиноамериканського походження (незалежно від расової приналежності).
Етнічний склад: американці німецького походження — 35,7 %, ірландського — 13,5 %, британського — 9,5 %, «американці» — 6,6 %, норвежці — 5,7 % та ін.

Віковий розподіл населення штату

Мовний склад населення (2010) [Архівовано 1 грудня 2007 у Wayback Machine.]
| Мови                | Частка людей старше 5 років, % |
| ------------------- | ------------------------------ |
| Англійська          | 93,19                          |
| Іспанська           | 3,76                           |
| Німецька            | 0,48                           |
| В'єтнамська         | 0,30                           |
| Китайська           | 0,23                           |
| Сербсько-хорватська | 0,23                           |
| Французька          | 0,19                           |
| Арабська            | 0,12                           |
| Лаоська             | 0,10                           |
| Корейська           | 0,10                           |
| інші                | 1,30                           |

Релігійний склад
- Протестанти — близько 52 %, в тому числі:
- Євангелісти-лютерани — близько 270 000 осіб
- Методисти — близько 250 000 осіб
- Католики — близько 23 %
- Інші релігії — близько 6 %
- Атеїсти — близько 13 %

Найбільші міста
Незважаючи на сформовану думку про Айову як про один з «сільських» штатів США, більшість населення штату (понад 60 %) проживає в містах. Найбільші міські агломерації на території Айови утворилися навколо столиці штату, Де-Мойн (близько 575 тисяч осіб) та Давенпорту (близько 380 000 осіб).

## Економіка
ВВП штату у 2003 році склав 102 мільярди доларів США, дохід на душу населення склав $28,340. Айова є провідним сільськогосподарським штатом (у 1989 на кожних 27 жителів припадало по одній фермі). Головна сільськогосподарська продукція Айови — свинарство, кукурудза, соя, овес, рогата худоба і молочна продукція. Айова виробляє близько 30 % свинини (в Айові вирощують більше свиней, ніж в будь-якому іншому штаті США) та 14 % яєць у США.
Продукція промисловості — переробка харчових продуктів, машинне устаткування, електричне устаткування, хімічна продукція і видавництво. Металургійна промисловість виробляє такі метали як залізо та алюміній. Переважають такі технології, як плавка і перероблення металобрухту. Айова виробляє найбільшу кількість етанолу в США.
До 1980-х років у штаті потужно  розвинулась сфера послуг, де зайнято більше людей, ніж у сільському господарстві та промисловості в цілому (Де-Мойн є великим центром страхового бізнесу). Після серйозних економічних труднощів сільського господарства 80-х рр. XX ст. почалася інтенсивна диверсифікація економіки (розвиток електроніки, часткова легалізація грального бізнесу).

## Освіта і культура

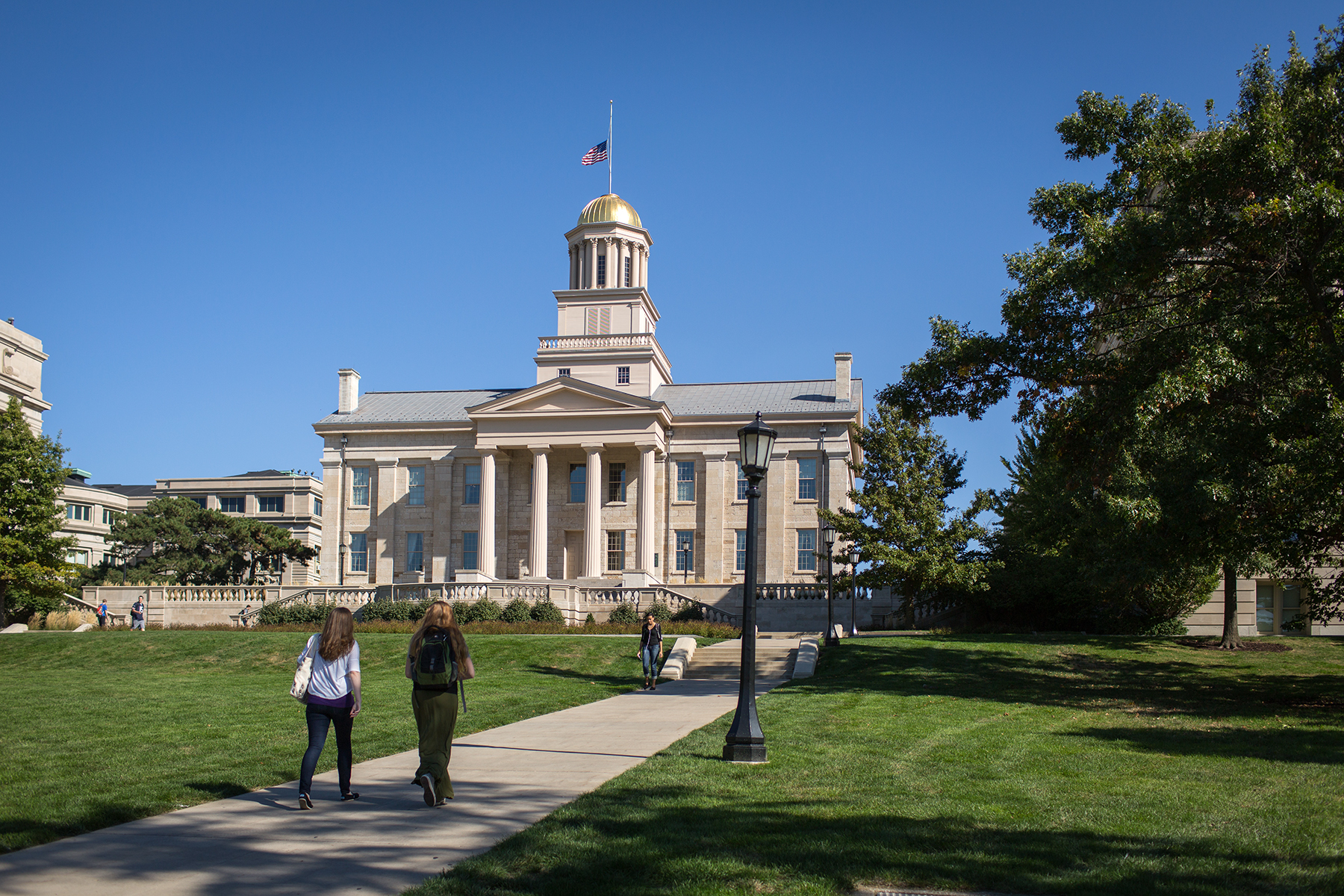
Стара будівля капітолія штату Айова, зараз університетський корпус та музей Університету Айови.

- Три найбільших університети штату є державними. Університет Айови знаходиться в м. Айова-Сіті. Університет Айови є найкращим у таких областях як право, медицина, бізнес та соціальні науки. Найстаріший юридичний факультет на захід від р. Міссісіпі. Університет Штату Айова розташований у м. Еймс. Він славиться своїм інженерним факультетом, хоча й інші факультети мають хорошу репутацію. Третім за чисельністю студентів університетом є Університет Північної Айови. Він знаходиться в місті Сідар-Фолс. Слід також згадати приватний Університет Дрейка, розташований у м. Де-Мойн. Найкращим приватним коледжем Айови є Гріннельський коледж.
- Музей природної історії, художній музей (створений в 1969 році) на основі приватної колекції, включає роботи Пікассо, Матісса, Кандінського, Міро.
- Великі медичні установи.
- Бібліотека налічує понад 3,1 млн томів.
- Де-Мойн є рідним містом для учасників відомої ню-метал групи Slipknot, штат згадується в піснях групи, а альбом Iowa названий на честь штату.

## Офіційна символіка
Список державних символів:
- Назва: Штат Соколиного Ока[8][9]
- Птах: Східний щиголь
- Квітка: Дика троянда
- Трава: Блакитний букет паростків пшениці
- Дерево: Дуб
- Девіз: Нашу свободу ми цінуємо і наші права ми будемо підтримувати («Our liberties we prize and our rights we will maintain»)